# In utroque iure
In utroque iure (U.j.d.) é uma locução em língua latina, que traduzida literalmente significa num e noutro Direito, que era utilizada nas antigas universidades europeias para indicar os doutores formados em direito civil e em direito canónico. O título ainda é conferido pela Pontifícia Universidade Lateranense e por outras universidades europeias, especialmente na Suíça e Alemanha. A expressão é por vezes utilizada em actos jurídicos episcopais significando que estes têm efeito na esfera civil e eclesiástica.